# José Lagunero y Guijarro
José Lagunero y Guijarro (Valladolid, desembre del 1823 — Madrid, 1879) va ser un militar castellà.

## Biografia
Nat a Valladolid el desembre de 1823, essent fill de militar seguí les passes del seu progenitor. Ingressà al Colegio general militar, l'any 1838. posteriorment, i després d'un període de servei al regiment de Caçadors de l'Albufera, fou admès a l'Academia de Estado Mayor l'any 1843.
L'any 1855 prengué part en la persecució de les faccions d'Aragó, fets que li valgueren l'ascens al grau de capità. Durant la Campanya d'Àfrica fou destinat a la divisió d'avantguarda, per petició pròpia, essent citat més d'una vegada a l'ordén general del ejército.
El 1862 fou desterrat a Canàries pel ministeri de Leopoldo O'Donnell. De retorn l'any següent, fou de nou desterrat fins que va obtenir la retirada de l'exèrcit actiu.
El setembre de 1868 s'inicià la revolució: l'esquadra de guerra de la badia de Cadis s'alçà el dia 18 i deu dies més tard les tropes revolucionàries aconseguiren la victòria a la batalla d'Alcolea. El pronunciament de Cadis produí un seguit d'alçaments civils i militar arreu del territori espanyol, José Lagunero s'alçà a Ourense amb proclames escrites per l'exgeneral progressista Juan Contreras.
El 1871 fou subsecretari del Ministerio de la Guerra, essent posteriorment nomenat Capità General de Burgos fins a l'any 1873, any en què dimití per prendre possessió del seu seient al Congrés dels Diputats com a representant de Valladolid.
També exercí de Capità General de Castella la Nova i Catalunya.
l'any 1875 fou desterrat de nou i un any més tard se'l donà de baixa a l'exèrcit per haver-se traslladat de Lisboa, on residia, a Irun sense autorització. Fou empresonat pel govern francès i traslladat a la frontera alemanya junt amb Ruiz Zorrilla i Cesáreo Muñoz.

## En la cultura popular
L'any 1869 Lagunero dirigí una represàlia a Tafalla, Navarra. Actualment durant els carnavals de la ciutat l'efígie del coronel liberal és convertida en un ninot que és cremat com a símbol de lo nefast en l'anomenada Ronda Lagunera.